# Constitutio romana

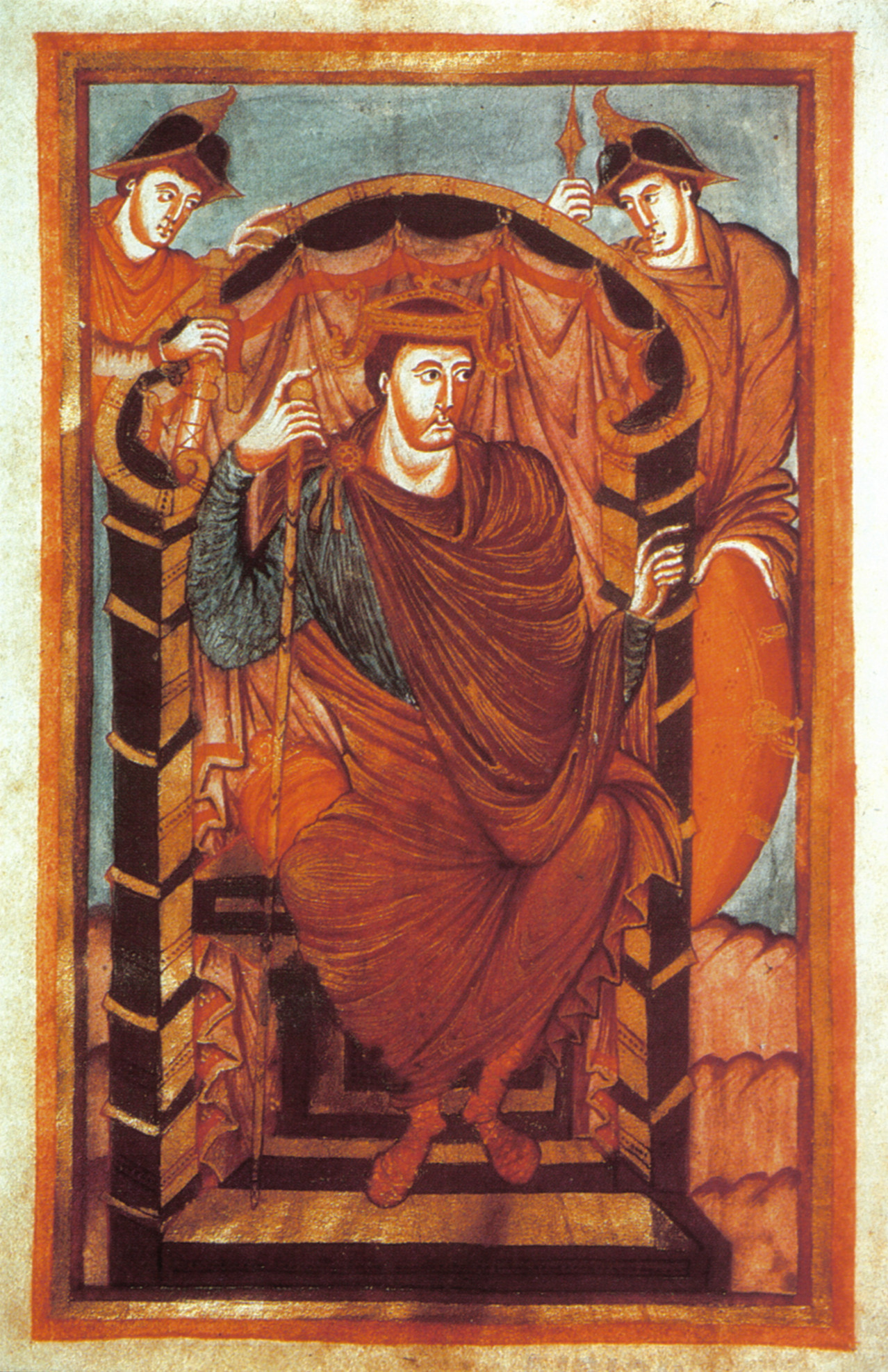
Lotario I.

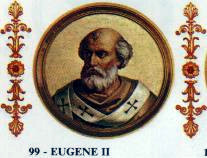
Papa Eugenio II.

La Constitutio romana, nota anche come Constitutio Lotharii, è uno statuto imperiale-pontificio in nove capitoli emanato l'11 novembre 824 da Lotario I, sovrano del Regnum Italicum, figlio dell'imperatore Ludovico il Pio e coimperatore, mediante il quale vennero regolati gli affari giuridici dell'Urbe. 

## Antefatti
Lotario, re d'Italia e associato al trono imperiale dal padre Ludovico il Pio, si era recato a Roma una prima volta nella primavera dell'823 per ricevere la consacrazione a coimperatore dall'allora Papa Pasquale I. Nella sua visita aveva allacciato rapporti con numerosi membri dell'aristocrazia romana assicurandosi nel contempo una notevole popolarità presso le classi popolari della Città eterna. Intravista la possibilità di rinsaldare il potere imperiale su quello che veniva ancora denominato Ducato romano, legandolo ancor più al Regnum Italicum e all'impero, aveva approfittato della lotta per il potere fra il nuovo papa, Eugenio II, e il capopopolo Sisinnio o Zinzinno (in latino Zinzinnus), per tornare nuovamente a Roma nel settembre dell'anno successivo erigendosi ad arbitro nella contesa. 
Lotario, in rappresentanza dell'imperatore, e papa Eugenio concordarono la stesura di un documento per mettere fine alle continue dispute tra le fazioni romane, sancire definitivamente i diritti e i doveri di ciascuno e prevenire futuri disordini.
Il documento non redistribuisce i poteri tra Santa Sede ed Imperatore, bensì riconosce ufficialmente lo stato di fatto esistente: l'aristocrazia, erede dell'antico Senato, detiene i poteri municipali, ma sopra di essa viene il pontefice. Egli, a sua volta, è assistito dall'imperatore, il quale, rivestito del titolo di patricius (cioè protettore di Roma), deve vigilare affinché regni l'ordine. Il pontefice è a capo della Chiesa, ma è solo il successore di San Pietro sul trono papale. È San Pietro il vero padrone di Roma, come riconosce il documento all'articolo IX.

## Contenuti
La Constitutio romana si articola in nove punti, o articoli, che regolano:
- L'elezione del pontefice, che rimaneva una prerogativa dei Romani (aristocrazia ed alto clero). Nessuno straniero poteva turbarne lo svolgimento. Per coloro che avessero esercitato tale prerogativa senza averne diritto, era prevista la pena dell'esilio. L'imperatore aveva la facoltà di inviare suoi ambasciatori a Roma per presenziare all'elezione del nuovo pontefice;
- Il diritto, da parte dell'imperatore, di confermare o meno l'ascesa al soglio pontificio del papa appena eletto;
- I rapporti tra imperatore e amministratori della giustizia: Lotario voleva avere contezza di quante persone esercitano la potestà giudiziale nell'Urbe. Essi erano convocati davanti al figlio dell'imperatore per ricevere comunicazioni;
- L'amministrazione della giustizia, che doveva tener conto delle origini e consuetudini delle genti di origine franca o longobarda e di condizione non servile. Ciascun abitante di Roma doveva poter vivere sotto la legge (romana, longobarda o salica) che dichiarava di voler osservare. Se sottoposto a giudizio, i tribunali erano tenuti a rispettare tale scelta;
- I rapporti fra il papa e i propri sudditi, tenuti questi ultimi per legge a giurare obbedienza al pontefice;
- L'usurpazione dei beni delle chiese: chi aveva occupato dei beni immobili (con qualsiasi giustificazione) o aveva sottratto alle chiese beni mobili doveva essere punito. Erano proibiti ulteriori saccheggi.

## Significato e conseguenze
La facoltà di ciascun romano di scegliere la propria legge fu una novità. Fino ad allora veniva utilizzato nei tribunali dell'Urbe il diritto romano in forma quasi esclusiva. La Constitutio sancì dunque la parità tra esso, il diritto salico e quello longobardo. L'adozione del diritto individuale (salico o longobardo) in luogo di quello territoriale (romano), venne accolta favorevolmente, a dimostrazione di come la presenza dell'elemento germanico in città e nel territorio laziale fosse tutt'altro che trascurabile. D'altra parte, la coesistenza di tre diversi sistemi giuridici nello Stato della Chiesa non diede origine a disordini o proteste nei decenni successivi, segno evidente che il diritto romano continuò ad essere «quasi universalmente riconosciuto, e tale rimase fino a che un editto di Corrado II non ne restrinse la validità al solo territorio di Roma»;
L'obbligo del giuramento dei sudditi al pontefice sancì il pieno riconoscimento del suo potere temporale. L'imperatore, da una parte, riconobbe alla Sede apostolica diritti sovrani sul territorio dello Stato della Chiesa, ma affermò d'altra parte l'assoluto diritto di sovranità imperiale sui poteri amministrativi e giuridici esercitati da singuli duces et iudices ("ciascun duce e giudice"). L'Impero d'Occidente si sostituiva a quello d'Oriente come garante del rispetto dell'ordine civile in Roma.

## Riforma di Lotario (850)
Nell'anno 850 lo stesso Lotario volle reinterpretare lo spirito con cui era stata formulata la Constitutio romana, attenuando la posizione non paritaria in cui si era venuto a trovare il potere pontificio rispetto a quello imperiale. Diede infatti disposizioni a suo figlio Ludovico II, allorché venne incoronato imperatore a Roma da Papa Leone IV (affiancandosi nel governo dell'Impero a suo padre), di condurre per le briglie, lungo una parte del cammino, il cavallo del Papa all'uscita di quest'ultimo dalla propria residenza. Con tale atto simbolico il sovrano franco volle sottolineare la propria sottomissione formale al pontefice.

## LaConstitutio romananella storiografia
Gli storici si sono variamente espressi sul significato del documento. Non ci sono dubbi nel collocarlo tra i documenti più importanti nella storia dello Stato Pontificio. Gli studiosi si dividono su un'altra questione: se cioè esso rappresenti il riconoscimento formale e solenne di una situazione in essere oppure sancisca il predominio dell'imperatore sul papa, limitandone le prerogative.

Ferdinand Gregorovius fu del secondo avviso: la Constitutio romana affermava, o riaffermava, la sovranità pontificia su Roma e il Patrimonium Sancti Petri, ma sanciva anche un'ingombrante tutela dell'Impero sul papato, con la possibilità, da parte imperiale, di esercitare in vario modo una forma di controllo sull'elezione al Soglio, vincolando i pontefici ancor più strettamente all'Impero.

Altri storici hanno affermato che la Constitutio romana rappresentò il momento di massima influenza e controllo da parte del potere franco sulla Sede apostolica. Tale documento si configurerebbe pertanto come l'espressione di una volontà unilaterale imposta da Lotario al papa. Alcuni articoli, concernenti la partecipazione, in veste di osservatori, di rappresentanti imperiali alle elezioni papali e la facoltà lasciata all'imperatore di non avallare la nomina di un candidato a lui ostile, assoggettavano di fatto la Chiesa di Roma al potere imperiale.